# 선망

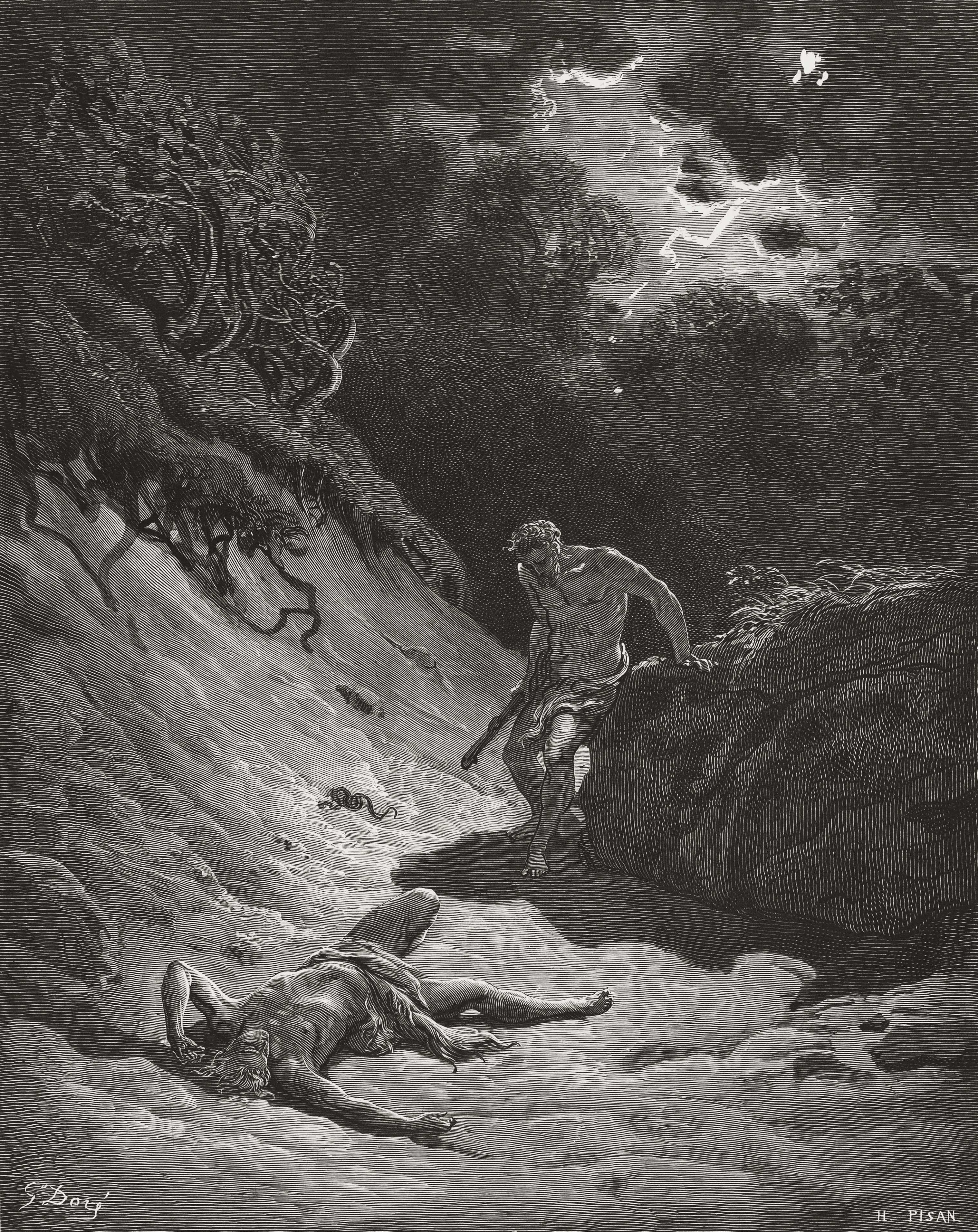

선망(羨望, 영어: Envy, 라틴어: Invidia)은 일반적으로 자신에게는 없는 뛰어난 특질이나 업적, 재산 등을 다른 사람이 가질 때 일어나는, 그들에게의 갈망, 혹은 대상이 그것들을 잃게 되기를 바라는 감정이다.

## 질투와의 비교
질투(嫉妬, Jealousy)와 선망(羨望, Envy)은 일반적으로는 같은 의미를 가지고 사용되고 있으나, 심리학적으로는 2개의 개별적인 감정으로 분류된다.
질투는 주로 현실, 상상에 지나지 않고, 자신 이외의 누군가와의 관계에서 보인다. 선망은 가장 원시적인 욕망이며, 부러운 대상을 파괴해버리지만, 질투는 사랑하는 대상에 대한 애정은 존재하고, 선망처럼 부러운 대상이 파괴되어버리기만 하는 것은 아니다. 질투 속에 선망이 포함되는 경우는 있다. 선망을 넘어서 발달하는, 동시에 대립되는 정서로는 감사를 들 수 있다.

## 같이 보기
- 칠죄종
- 경쟁
- 질투
- 나르시시즘
- 자기애성 인격 장애